# NGC 2117
NGC 2117 (również ESO 86-SC33) – gromada otwarta, znajdująca się w gwiazdozbiorze Złotej Ryby. Należy do Wielkiego Obłoku Magellana. Odkrył ją John Herschel 23 listopada 1834 roku.